# Assedio di Edessa (1144)
L'assedio di Edessa ebbe luogo dal 28 novembre al 24 dicembre 1144, concludendosi con la conquista della contea di Edessa da parte di Zangi, l'atabeg di Mosul.

## Scenario
La contea di Edessa fu il primo degli stati crociati ad essere creato durante e dopo la prima crociata.
Era anche quello situato più a nord, il più debole ed il meno popolato; di conseguenza fu soggetto a frequenti attacchi da parte dei circostanti stati musulmani, governati da Artuqidi, Danishmendidi e Turchi Selgiuchidi.
Il conte Baldovino II ed il futuro conte Joscelin di Courtenay furono catturati dopo la sconfitta nella battaglia di Harran del 1104. Baldovino e Joscelin furono entrambi catturati una seconda volta nel 1122.
Ciononostante Edessa aveva in qualche modo recuperato dopo la battaglia di Azaz nel 1125, ma Joscelin fu ucciso in battaglia nel 1131.
Il suo successore Joscelin II fu costretto ad allearsi con l'impero Bizantino, ma nel 1143 sia l'imperatore bizantino Giovanni II Comneno che il Re di Gerusalemme Folco V d'Angiò morirono.
Il figlio, successore di Giovanni II, Manuele I Comneno, dovette occuparsi del consolidamento del suo potere contro i fratelli maggiori, mentre a Folco successero sua moglie Melisenda e suo figlio Baldovino III.
Joscelin aveva anche litigato con Raimondo II di Tripoli e Raimondo d'Antiochia, lasciando Edessa priva di alleati potenti.

## L'assedio
Nel 1144 Joscelin riuscì a stringere un'alleanza con Kara Aslan, il governante artuqide di Diyarbakır, contro il crescere del potere e dell'influenza di Zangi.
Joscelin mosse fuori da Edessa con quasi tutto il suo esercito per aiutare Kara Aslan contro la città siriaca di Aleppo.
Zangi, sempre cercando di trarre vantaggio dalla morte di Folco nel 1143, si affrettò verso nord per assediare Edessa, giungendo sotto le sue mura il 28 novembre.
La città era stata avvertita del suo arrivo ed era preparata per l'assedio, ma si poteva fare poco mentre Joscelin e l'esercito erano altrove.
La difesa della città fu guidata dall'Arcivescovo latino Ugo II, dal vescovo armeno Giovanni, e dal vescovo giacobita Basilio.
Giovanni e Basilio assicurarono che nessuno dei cristiani avrebbe disertato in favore di Zangi.
Quando Joscelin seppe dell'assedio portò il suo esercito a Turbessel, sapendo però che non avrebbe mai potuto sconfiggere Zangi senza l'aiuto degli altri Stati crociati.
A Gerusalemme la regina Melisenda rispose all'appello di Joscelin inviando un esercito guidato da Manasse di Hierges, Philippe de Milly, ed Elinardo di Bures.
Raimondo d'Antiochia ignorò la richiesta d'aiuto, poiché il suo esercito era già impegnato contro l'Impero bizantino in Cilicia.
Zangi circondò l'intera città, rendendosi presto conto che non c'era un esercito a difenderla.
Costruì macchine da assedio e iniziò a minare le mura, mentre le sue truppe venivano raggiunte da rinforzi Curdi e Oghuz.
Gli abitanti di Edessa resistettero per quanto poterono, ma non avevano esperienza di assedi; le numerose torri della città rimasero sguarnite. Inoltre essi non sapevano cosa fare per i tunnel scavati dal nemico e così, il 24 dicembre, parte delle mura  crollò.
Le truppe di Zangi sciamarono nella città, uccidendo tutti coloro che non riuscirono a fuggire alla Cittadella di Maniace.
Altre migliaia furono soffocate o calpestate a morte nel panico, compreso l'Arcivescovo Ugo.
Zangi ordinò ai suoi uomini di fermare il massacro. Tutti i latini che erano stati presi prigionieri furono passati per le armi mentre ai cristiani nativi fu permesso di vivere liberamente.
La cittadella fu consegnata il 26 dicembre.
Uno dei comandanti di Zangi, Zayn al-Dīn ʿAli Kuçuk, fu nominato governatore, mentre il vescovo Basilio, apparentemente desideroso di offrire la sua lealtà a chiunque governasse la città, fu riconosciuto capo della popolazione cristiana.

## Avvenimenti successivi

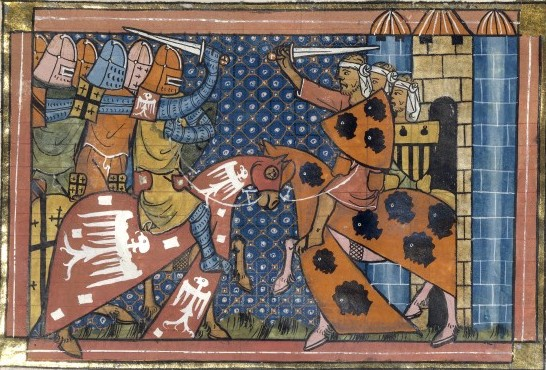
Battaglia di Edessa del 1146.

Nel gennaio del 1145 Zangi catturò Saruj ed assediò Birejik, ma l'esercito di Gerusalemme arrivò e raggiunse Joscelin.
Zangi inoltre fu informato di problemi sorti a Mosul e si affrettò a tornare per prenderne il controllo.
In seguito egli fu acclamato per tutto l'Islam come "difensore della fede" e al-Malik al-Manṣūr, "il re vittorioso".
Egli non proseguì l'attacco al restante territorio di Edessa o al Principato di Antiochia, come i cristiani avevano temuto.
Joscelin II continuò a governare da Turbessel ciò che restava del paese ad occidente dell'Eufrate, ma poco per volta il rimanente territorio fu conquistato dai musulmani o ceduto ai Bizantini.
Zangi fu assassinato da uno schiavo nel 1146 mentre assediava Qalʿat Jabar; ad Aleppo gli successe il figlio Nur al-Din.
Joscelin cercò di riprendere Edessa dopo l'uccisione di Zangi e, nell'ottobre 1146, riconquistò tutto tranne la cittadella.
Però egli non ricevette aiuti dagli altri Stati crociati e in novembre egli e i suoi combattenti furono cacciati da Edessa da Nūr al-Dīn.
Questa volta l'intera popolazione fu costretta ad abbandonare le proprie case e la città rimase deserta.
Intanto, nel 1145, la notizia della caduta di Edessa aveva raggiunto l'Europa. Papa Eugenio III organizzò la Seconda Crociata che, guidata da Luigi VII di Francia e Corrado III di Germania, nel 1148 terminò in un fallimento; Edessa non fu mai riconquistata.